# Црес (город)
Это статья о городе Црес. Статью об одноимённом острове см. Црес
Црес (хорв. Cres, итал. Cherso) — город в Хорватии, крупнейший город одноимённого острова. Население — 2 959 человек (2001).

## Общие сведения
Црес расположен в центральной части острова на западном берегу, в глубине бухты. Автомобильные дороги ведут из города на север в сторону посёлка Порозина, связанного с материком паромной переправой, и на юг, в сторону острова Лошинь, с которым Црес соединён мостом. Ещё одна дорога ведёт из города на восточный берег, к посёлку Мераг, связанному паромной линией с островом Крк.

## История

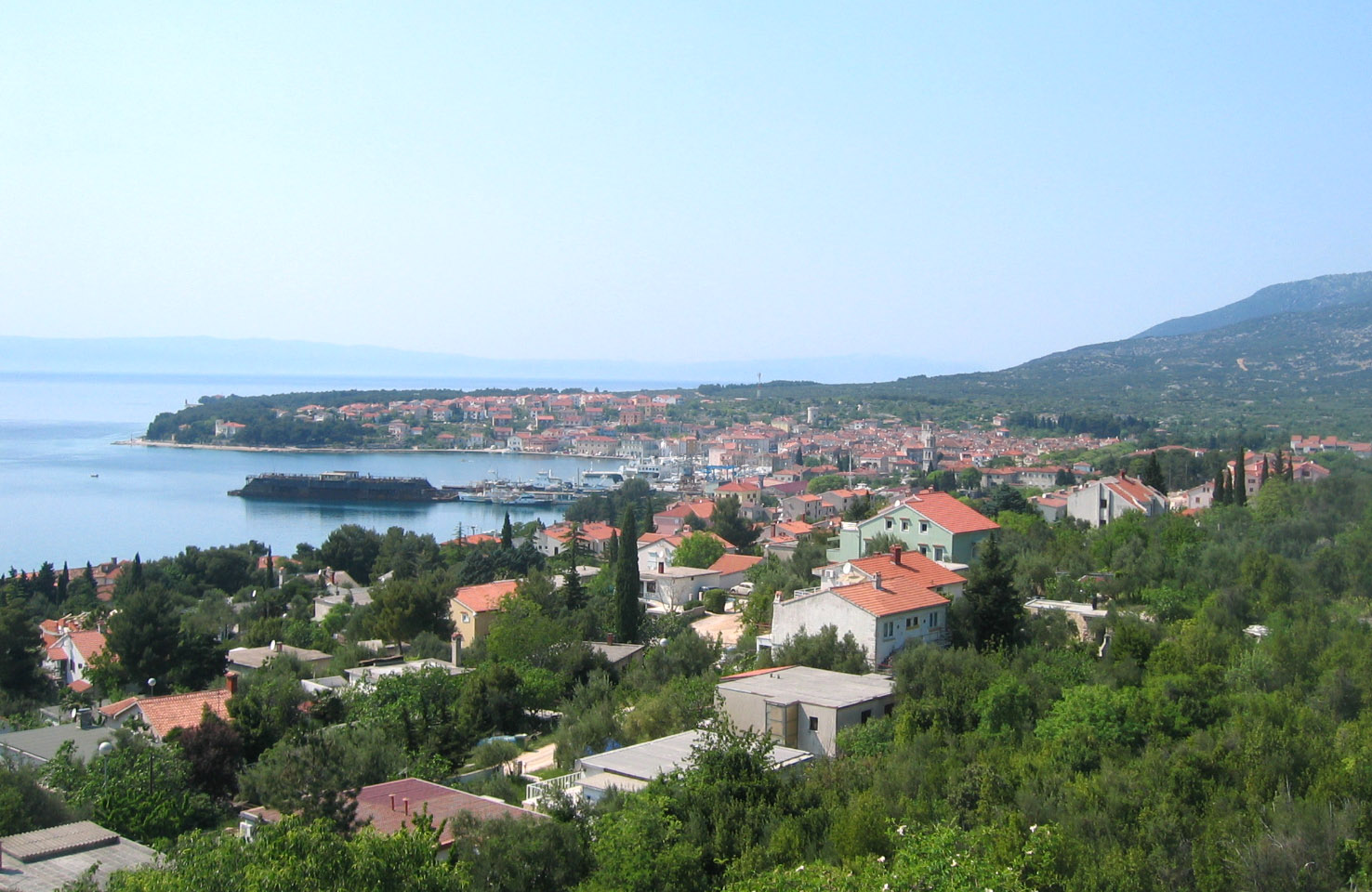
Вид на Црес

Црес — один из древнейших городов Адриатики. Впервые он упомянут в письме Плиния Старшего. В римский период был известен как Цисса (Cissa). Остатки римских сооружений в Цресе сохранились до нашего времени.
В VII веке на Адриатику пришли славяне. В IX—X веках контроль над Цресом получило Хорватское королевство, в XV веке город перешёл под контроль Венеции, в XV—XVI веках здесь было возведено множество построек в итальянском стиле, включая городские ворота и дворец Арсан-Патрис. C 1459 года считается административным и политическим центром острова, заменив в этом качестве город Осор, который постепенно приходил в упадок.
После падения венецианской республики в 1797 году Црес отошёл Австрии.
В 1918—1921 г. Црес оккупировали итальянцы, после первой мировой войны Црес стал одним из трёх островов Адриатики (вместе с Лошинем и Ластово), которые были переданы Италии, остальные стали частью Королевства Сербов, Хорватов и Словенцев, впоследствии Королевства Югославия. После второй мировой войны в составе СФРЮ. После распада последней в 1990 году остров стал частью независимой Хорватии.

## Достопримечательности

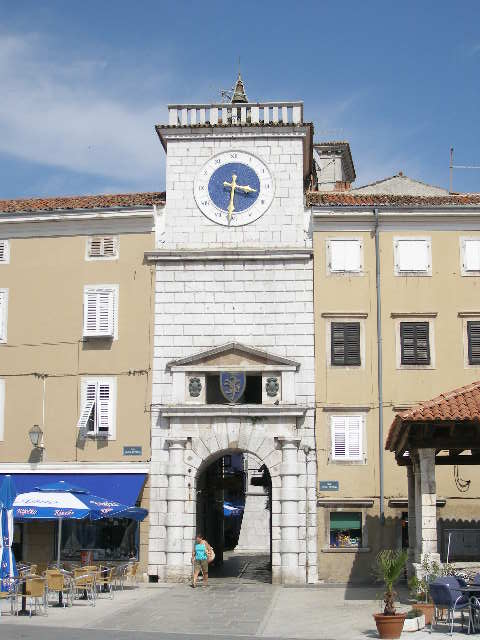
Городские ворота

- Ворота с часами на входе в старый город.
- Здание городского совета (XVI век), в котором сейчас размещён музей Лапидариум. В числе экспонатов — древнеримские артефакты и Валунска плита — один из древнейших памятников глаголической письменности.
- Дворец Арсан-Патрис (XV век), ныне городской музей с экспозицией археологических находок.
- Францисканский (XIV век) и бенедиктинский (XV век) монастыри — в последнем расположена постоянная выставка старинной живописи.
- Романская церковь св. Исидора (XII век).
- Готическая церковь святой Марии-Магдалины (1402 год).